# Crawfordville (Florida)
Crawfordville ist ein census-designated place (CDP) und zudem der County Seat des Wakulla County im US-Bundesstaat Florida. Das U.S. Census Bureau hat bei der Volkszählung 2020 eine Einwohnerzahl von 4.853 ermittelt.

## Geographie
Crawfordville liegt etwa 20 km südlich von Tallahassee und 15 km nördlich des Golfs von Mexiko. Der CDP wird vom U.S. Highway 319 durchquert.

## Geschichte
Das bis nach dem Zweiten Weltkrieg genutzte Gerichtsgebäude (Old Wakulla County Courthouse) ist das einzige aus Holz erhalten gebliebene in ganz Florida, was durch die frühen Förderer (engl.: boosters) von Crawfordville hervorgehoben wird. Seit dem 3. Mai 1976 ist das Gebäude im National Register of Historic Places gelistet.
Obwohl die Ortschaft in den letzten Jahren rasant angewachsen ist und mittlerweile eine eher hohe Bevölkerungsdichte aufweist, ist sie nach wie vor keine Gemeinde. Im Gegensatz dazu existieren auf dem Gebiet des Wakulla County noch zwei kleine Gemeinden, die zusammen mit drei Prozent einen äußerst geringen Anteil der Bevölkerung stellen.
Crawfordville wurde nach Dr. Crawford benannt, der dort Ende des 19. Jahrhunderts gelebt hat.

## Demographische Daten
Laut der Volkszählung 2010 verteilten sich die damaligen 3702 Einwohner auf 1468 Haushalte. 83,5 % der Bevölkerung bezeichneten sich als Weiße, 11,8 % als Afroamerikaner, 0,7 % als Indianer und 1,4 % als Asian Americans. 0,5 % gaben die Angehörigkeit zu einer anderen Ethnie und 2,2 % zu mehreren Ethnien an. 3,6 % der Bevölkerung bestand aus Hispanics oder Latinos.
Im Jahr 2010 lebten in 42,5 % aller Haushalte Kinder unter 18 Jahren sowie 21,6 % aller Haushalte Personen mit mindestens 65 Jahren. 73,1 % der Haushalte waren Familienhaushalte (bestehend aus verheirateten Paaren mit oder ohne Nachkommen bzw. einem Elternteil mit Nachkomme). Die durchschnittliche Größe eines Haushalts lag bei 2,67 Personen und die durchschnittliche Familiengröße bei 3,11 Personen.
30,5 % der Bevölkerung waren jünger als 20 Jahre, 26,6 % waren 20 bis 39 Jahre alt, 27,4 % waren 40 bis 59 Jahre alt und 15,3 % waren mindestens 60 Jahre alt. Das mittlere Alter betrug 36 Jahre. 48,9 % der Bevölkerung waren männlich und 51,1 % weiblich.
Das durchschnittliche Jahreseinkommen lag bei 43.264 $, dabei lebten 19,2 % der Bevölkerung unter der Armutsgrenze.